# Otto Schmidt
Otto Ferdinand Schmidt, född 17 juli 1886 i Sibbo, död 14 januari 1937 i Helsingfors, var en finlandssvensk elektroingenjör och industriman. 
Schmidt blev diplomingenjör i Karlsruhe 1909, var därefter under några år verksam vid företag i Tyskland och, efter att ha återvänt till Finland, hos Gottfrid Strömberg 1913–1917. Schmidt uppfann bland annat en generator för alstring av växelström med hög frekvens och grundade 1918 Finska Elektroindustri Ab. År 1921 sammanslogs detta företag med konkurrenten Oy Strömberg Ab, varigenom Schmidt blev chef för mekaniska verkstaden och direktionsmedlem samt 1928 verkställande direktör. Schmidt grundade 1921 även glödlampsfabriken Airam(fi).